# Крайтон, Роберт
Роберт Крайтон (англ. Robert Crichton, 29 января 1925 — 23 марта 1993) — американский писатель и сценарист.

## Биография
Родился в Альбукерке, вырос в Бронксвилле. Во время Второй мировой служил в пехоте, принимал участие в Арденнской операции. Перед возвращением в США управлял фабрикой по производству мороженого на окраине Парижа. Учился в Гарвардском университете по закону G.I. Bill, был членом знаменитого класса 1950 года.
Первая книга Крайтона — «Великий самозванец», была опубликованна в 1959 году, книга получила статус бестселлера, по ней в 1961 году, был снят фильм года с Тони Кертисом в главной роли.
По его словам, научно-популярные книги были «халтурой», написанной для обеспечения растущей семьи. В 1966 году он опубликовал свой первый роман «Тайна Санта-Виттории». Критик New York Times Орвилл Прескотт писал: «Если бы я хотел, публикация блестящего романа Роберта Крайтона … была бы отмечена фанфарами труб, вывешиванием знамён и уличными фестивалями». Книга находилась в списке бестселлеров New York Times более 50 недель, из них 18 возглавляли список и стала международным бестселлером, роман был экранизирован в 1969 году режиссёром Стэнли Крамера, фильм стал лауреатом премии Золотой глобус.
Среди рецензий в журналах, наиболее известено эссе «Наша воздушная война» о книге Фрэнка Харви «Воздушная война: Вьетнам», опубликованной The New York Review of Books в 1968 году.
Умер в 1993 году в Нью-Рошелле, штат Нью-Йорк, в возрасте 68 лет.

## Личная жизнь
Отец — Кайл Крайтон, писатель и редактор журнала Collier’s, при этом работал шахтером и сталелитейщиком; автор романов и биографий (включая биографию братьев Маркс), писал для коммунистических изданий The New Masses и Daily Worker под именем Роберт Форсайт, опубликовал сборник статей под названием Redder Than The Rose.

## Произведения
- The Great Impostor (1959)/ Великий самозванец, посвящена похождениям Фердинанда Демара
- The Rascal and the Road (1961, автобиография) — Паскаль и Дорога
- The Secret of Santa Vittoria (1966) — Тайна Санта-Виттории
- The Camerons (1972) — Клан Камерон

## Экранизации
- Тайна Санта-Виттории
- Великий Самозванец